# Élections impériales de 1519
L'élection impériale de 1519 est la neuvième élection après la promulgation de la bulle d'or de 1356, permettant d'élire le roi des Romains, prince héritier jusqu'au couronnement comme empereur du Saint-Empire romain. Elle a eu lieu à la collégiale Saint-Barthélemy de Francfort-sur-le-Main le 28 juin 1519.

## Contexte
L'élection suit la mort de l'empereur Maximilien Ier le 12 janvier 1519.
Il n'y a aucun candidat allemand, mais deux principaux prétendants à l'élection :
- Charles de Habsbourg, archiduc d'Autriche et duc de Bourgogne, roi des Espagnes, de Naples et de Sicile
- François de Valois-Angoulême, roi de France

D'autres candidats se sont manifestés, notamment Henri VIII, roi d'Angleterre et seigneur d'Irlande, ou encore le duc Georges de Saxe.
Bien que Charles soit chef de la maison de Habsbourg depuis la mort de son grand-père Maximilien, il a grandi aux Pays-Bas bourguignons où il a appris à parler français et néerlandais ; il se trouve au moment de l'élection dans ses royaumes espagnols, et ne s'est pas encore rendu en Allemagne ni n'a appris l'allemand. Tout autant que le roi de France, il était donc ressenti comme un étranger. Cependant, il insiste auprès des princes sur le risque d'élire un souverain étranger et se déclare « Allemand de sang et de souche ».
Si les territoires du royaume de France n'étaient pas unis à l'empire lors du sacre d'Otton Ier en 962, la dynastie carolingienne avait auparavant régné sur les territoires de Francie et de Germanie. En outre, d'autres princes français avaient en leur temps espéré ceindre la couronne impériale, notamment le roi Philippe le Hardi lors de l'élection de 1273, et le frère de Philippe le Bel, Charles de Valois lors de celle de 1308.
L'élection d'un empereur préalablement dirigeant d'une puissance étrangère ne s'était cependant pas produite depuis celle de Frédéric II, roi de Sicile, en 1212.

## Princes-électeurs

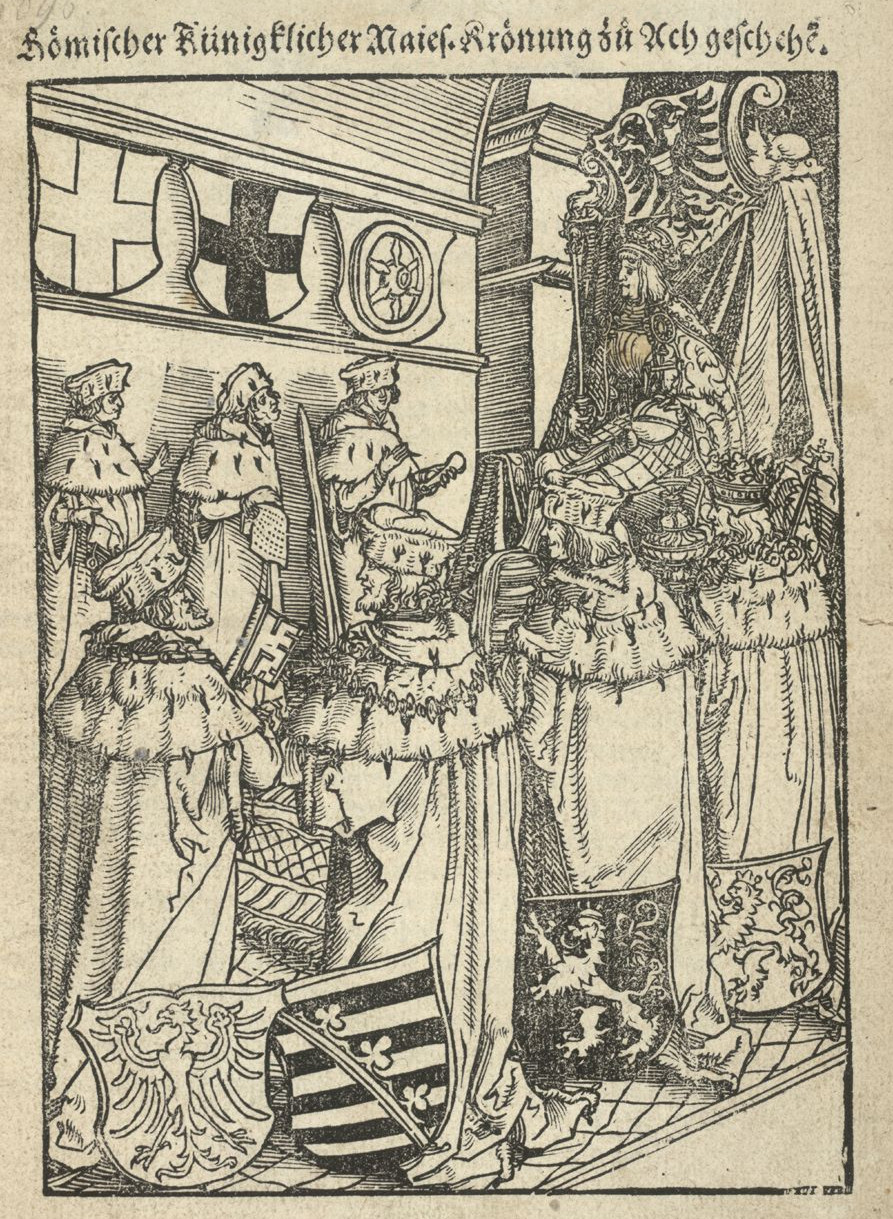
Le sacre à Aix-la-Chapelle.

Les sept princes-électeurs appelés à élire le successeur de Maximilien étaient, dans l'ordre de vote défini par la bulle d'or de 1356 :
| Électorat           | Prince-électeur | Prince-électeur                      | Titres                         |
| ------------------- | --------------- | ------------------------------------ | ------------------------------ |
| · Trèves            |                 | Richard von Greiffenklau zu Vollrads | Archevêque de Trèves           |
| · Cologne           |                 | Hermann V de Wied                    | Archevêque de Cologne          |
| · Bohême            |                 | Louis II Jagellon                    | Roi de Bohême Roi de Hongrie   |
| · Palatinat du Rhin |                 | Louis V du Palatinat                 | Électeur palatin               |
| · Saxe              |                 | Frédéric III                         | Électeur de Saxe               |
| · Brandebourg       |                 | Joachim Ier Nestor                   | Margrave de Brandebourg        |
| · Mayence           |                 | Albert de Brandebourg                | Cardinal Archevêque de Mayence |

## Élection

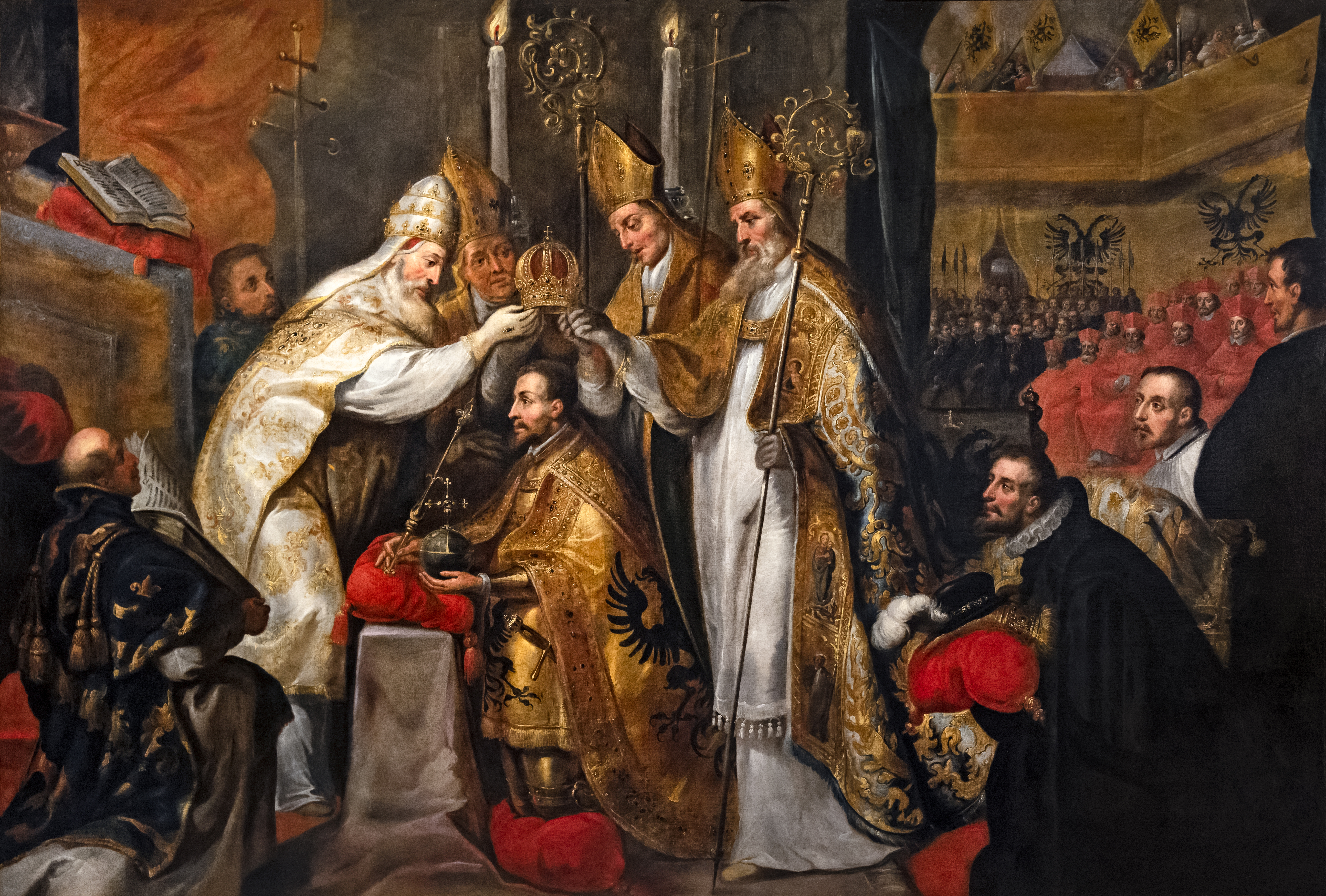
Le couronnement de Charles à Bologne en 1530.

Charles et François rivalisent pour « convaincre » les électeurs : la clef de l’élection réside en effet essentiellement dans la capacité des candidats à acheter ceux-ci.
François Ier achète plusieurs électeurs, comme l'archevêque de Trèves, mais commet l'erreur de les payer d'avance. Charles pouvait quant à lui compter sur le vote de Louis II, qui était marié à sa jeune sœur Marie de Hongrie. Les électeurs de Mayence, de Brandebourg et du Palatinat étaient à gagner. Le banquier Jacob Fugger fournit la somme de 850 000 florins, et émet des lettres de change payables « après l’élection » et « pourvu que soit élu Charles d’Espagne ». Cette somme est transférée aux princes-électeurs et permet l'élection de l'héritier des Habsbourg.
Parmi les arguments en faveur de l'élection de Charles aux yeux des électeurs, on peut également mentionner le fait que, en tant que souverain de divers États éloignés les uns des autres, ce candidat pouvait apparaître comme un dirigeant peu à même d'imposer ses ambitions personnelles aux principautés allemandes. Charles promit notamment de garantir les libertés des princes au sein de l'Empire.
Bien que tous les détails de l'élection n'aient jamais été révélés, il est possible que les électeurs aient cherché un moyen de sortir de leur dilemme en se tournant vers Frédéric III, potentiel candidat soutenu par le pape Léon X, mais celui-ci refuse finalement de poser sa candidature.
Finalement, Charles est élu à l'unanimité (François Ier s'étant désisté formellement le 18 juin), mais avec quelques réticences de l'électeur de Brandebourg qui fit connaître sa dissidence par un acte notarié. Il fut couronné une première fois à Aix-la-Chapelle le 26 octobre 1520, puis officiellement en la cathédrale de Bologne le 2 mars 1530 par le pape Clément VII.